# Kitaa (Syrien)
Kitaa (arabisch القطعة, DMG al-Qiṭʿa), in englischer Transliteration auch Al-Qitaa auch bekannt als Al-Madschawdeh (المجاودة), ist eine syrische Stadt im Distrikt Abu Kamal im Gouvernement Deir ez-Zor am Euphrat. Nach Angaben des syrischen Zentralamts für Statistik (CBS) hatte Kitaa bei der Volkszählung 2004 eine Bevölkerung von 8251 Einwohnern.